# Aleuropteryx remane
Aleuropteryx remane är en insektsart som beskrevs av Rausch et al. 1978. Aleuropteryx remane ingår i släktet Aleuropteryx och familjen vaxsländor. Inga underarter finns listade i Catalogue of Life.